# 比拉诺瓦德斯科尔纳尔沃

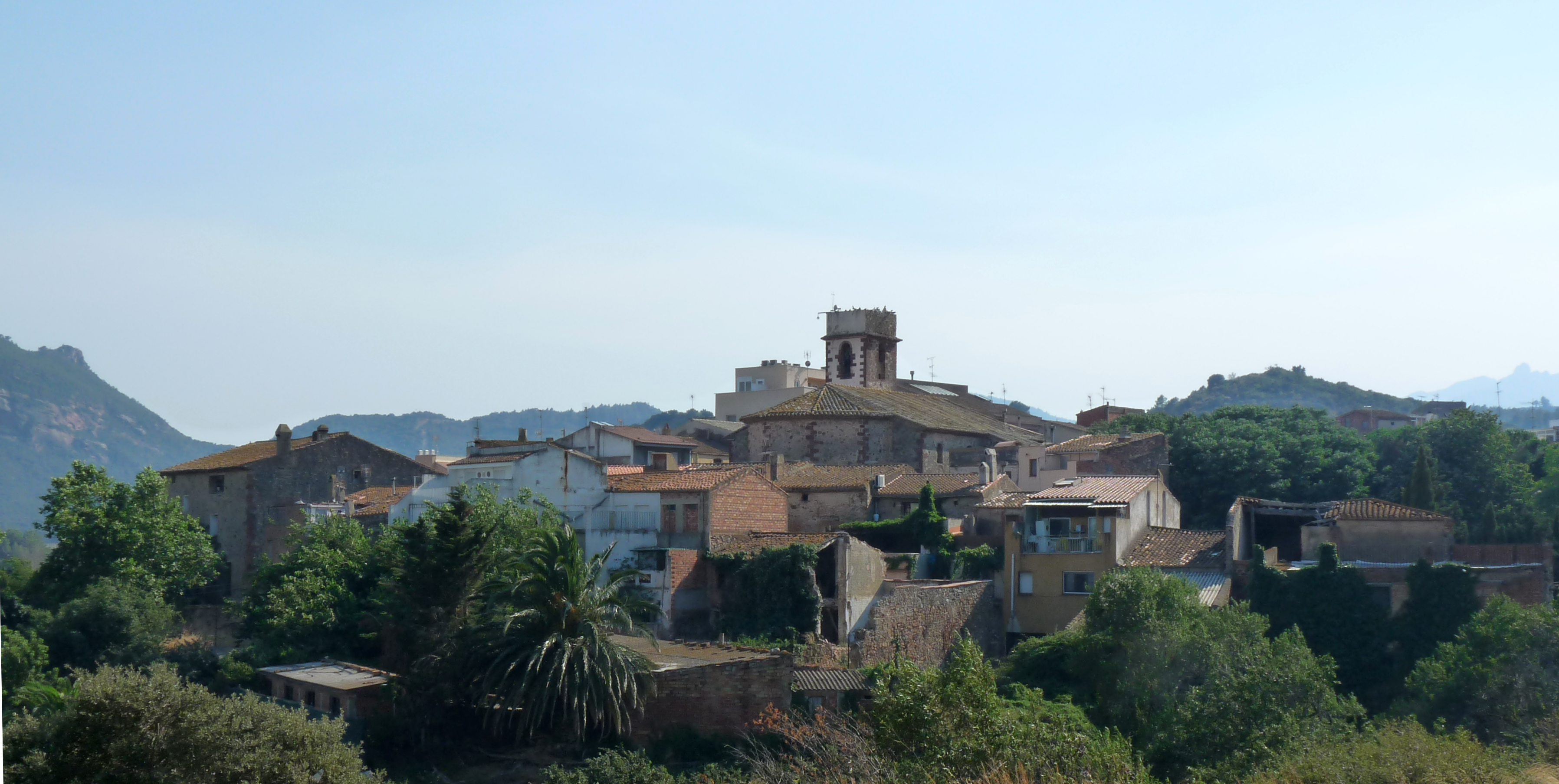

比拉诺瓦德斯科尔纳尔沃，是西班牙加泰罗尼亚塔拉戈纳省的一个市镇。总面积17平方公里，总人口442人（2001年），人口密度26人/平方公里。